# Richard T. Jones
Richard Timothy Jones (nacido el 16 de enero de 1972), conocido profesionalmente como Richard T. Jones, es un actor estadounidense. Jones es más conocido por sus interpretaciones de Laveinio en la dramática película The Wood y Mike de las también dramáticas Why Did I Get Married? y Why Did I Get Married Too?.
Jones nació en Kobe, Japón, de padres estadounidenses. Creció en Carson (California).Es hijo de Lorene, analista de computación, y Clarence Jones, jugador profesional de béisbol e instructor de bateo para los indios Cleveland. Tiene un hermano mayor, Clarence Jones Jr., que trabaja como entrenador. Más tarde sus padres se divorciaron. Jones se graduó de la Bishop Montgomery High School en Torrance, California.

## Filmografía

### Cine
- 1993 - Helicopter (Malik)
- 1993 - What's Love Got to Do with It (Ike Turner)
- 1994 - Renaissance Man (Jackson Leroy)
- 1995 - Jury Duty (Nathan)
- 1996 - Black Rose of Harlem (Cateye)
- 1996 - The Trigger Effect (Raymond)
- 1996 - Johns (Mr. Popper)
- 1997 - Event Horizon (Cooper)
- 1997 - Kiss the Girls (Seth Samuel)
- 1998 - Goodbye Lover (Detective One)
- 1999 - The Wood (Slim)
- 2000 - Auggie Rose (Oficial Decker)
- 2000 - Lockdown (Avery Montgomery)
- 2002 - Book of Love (Ben Strong)
- 2002 - G (Summer G)
- 2002 - Moonlight Mile (Ty)
- 2002 - Phone Booth (Sargento Cole)
- 2003 - Full-Court Miracle (Lamont Carr)
- 2004 - Finding Neo (Morphin'us)
- 2004 - Paradise (Senador Michael Linney)
- 2004 - Twisted (Wilson Jefferson)
- 2004 - Soul Plane (Falso Denzel)
- 2004 - Breach (Alan McCabe)
- 2004 - Collateral (Policía #1)
- 2005 - Traci Townsend (Travis)
- 2005 - Guess Who (Hombre con celular)
- 2006 - The Package (Vance/Bruce)
- 2006 - Time Bomb (Douglas Campbell)
- 2006 - Cutting Room (Steve)
- 2007 - Why Did I Get Married? (Mike)
- 2008 - Oranges (filme) (Mark)
- 2008 - Vantage Point (Holden)
- 2014 - Godzilla (Capitán Russell Hampton)
- 2017 - Secrets of Deception (Detective Jones)

### Televisión
- Renegade

1992 - Second Chance (Slick)
- California Dreams

1993 - High Plains Dreamer (Beau)
- NYPD Blue

1994 - Serge the Concierge (Willy)
- In the Heat of the Night

1994 - Who Was Geli Bendl? (Donny Muir)
- Courthouse

1995 - Fair-Weathered Friends (Quenty 'Q' Thomas)
- Mentes peligrosas

1996 - Pilot (Kimboley)
- Hollywood Confidential

1997 - (Dexter)
- Brooklyn South

1998 - (Oficial Clement Johnson)
- Ally McBeal

1998 - World's Without Love (Matt Griffin)
1998 - Making Spirits Bright (Matt Griffin)
- Incognito

1999 - (Jake Hunter)
- Second String

2002 - (Gerry Fullerton)
- Talk Show Diaries

2005 - (Jerry)
- Riding the Bus with My Sister

2005 - (Jesse)
- Judging Amy

2005 - (Bruce Van Exel)
- Sex, Love & Secrets

2005 - Danger (Dr. Barnaby)
2005 - Ambush (Dr. Barnaby)
- CSI: Miami

2006 - Collision (Chris Kaiser)
- Las Vegas

2007 - The Chicken Is Making My Back Hurt  (Keith Mannix)
- Dirt

2007 - Come Together (Advogado de Jack Dawson)
- Girlfriend

2007 - (Aaron)
- Numb3rs

2008 - Pay to Play (Blanchard)
- Terminator: The Sarah Connor Chronicles

2008 e 2009 - (James Ellison)
- "Hawaii Five-o":2011 a 2012 -(Gobernador Sam Denning)
- Revolution

2014 - There Will Be Blood (Ken)
- American Horror Story: Hotel

2015 - Andrew Hahn
- Santa Clarita Diet (Netflix)

2017 - Rick
- The Rookie

2018-presente(Wade Grey)